# Per Fosshaug
Per „Pelle“ Magnus Fosshaug (* 24. Februar 1965 in Ljusdal) ist ein ehemaliger schwedischer Bandyspieler und seit 2013 Trainer der somalischen Nationalmannschaft.
Fosshaugs erste Karrierestation war der Verein Stora Tuna IK, bei dem er bis 1986 unter Vertrag stand. 1986 bis 1990 spielte er für Falu BS, danach bis 1992 für den IFK Vänersborg, ehe er im Alter von 27 Jahren zu Västerås SK wechselte. Dem Verein gehörte er bis 2004 an. In diesen zwölf Jahren bei Västerås gewann Fosshaug sechs schwedische Meisterschaften und dreimal den Weltcup. In der Saison 2004/05 spielte er für Sandvikens AIK. Mit 40 Jahren wechselte er noch zu Tillberga Bandy, wo er bis 2012 im Kader stand und von 2008 an die Funktion eines Spielertrainers innehatte.
Per Fosshaug absolvierte für die schwedische Nationalmannschaft bis 2005 insgesamt 129 Länderspiele. Er nahm an neun Weltmeisterschaften teil und wurde fünfmal Weltmeister. Dabei erzielte er in 45 Spielen 33 Tore.
Bis 2013 war er Trainer von Tillberga Bandy. Danach erklärte er sich bereit, in Borlänge das Traineramt der neugebildeten somalischen Nationalmannschaft, die überwiegend aus in Schweden lebenden somalischen Flüchtlingen besteht, zu übernehmen. Die somalische Nationalmannschaft startete 2014 bei den Weltmeisterschaften in Irkutsk.

## Erfolge und Auszeichnungen
- Weltmeister 1993, 1995, 1997, 2003 und 2005

- Schwedischer Meister 1993, 1994, 1996, 1998, 1999 und 2001
- Weltcup-Sieger 1994, 1997 und 2000
- Europacup-Sieger 1993, 1994, 1996 und 1998

- Bandyspieler des Jahres (Schweden) 1994